# Mariann Horváth
Mariann Horváth (ur. 23 listopada 1968) – węgierska szpadzistka, wielokrotna medalistka mistrzostw świata.
Podczas mistrzostw świata w Denver w 1989 roku Węgierki w składzie: Gyöngyi Szalay, Mariann Horváth, Marina Várkonyi, Diana Eöri i Zsuzsanna Szőcs zdobyły złoty medal w turnieju drużynowym. W zawodach drużynowych zdobyła następnie złote medale na mistrzostwach świata w Budapeszcie (1991),  mistrzostwach świata w Hawanie (1992), mistrzostwach świata w Essen (1993) oraz srebrne na mistrzostwach świata w Lyonie (1990) i mistrzostwach świata w Atenach (1994). Ponadto zdobywała złote medale w turniejach indywidualnych na MŚ 1991 i MŚ 1992..
Nigdy nie wzięła udziału w igrzyskach olimpijskich.
Zdobyła dwa złote medale (drużynowo i indywidualnie) w szpadzie na mistrzostwach Europy w Wiedniu w 1991.